# Maurice Dewaele
Maurice Dewaele (Lovendegem, 27 dicembre 1896 – Maldegem, 14 febbraio 1952) è stato un ciclista su strada, ciclocrossista e pistard belga.
Professionista dal 1921 al 1931, vinse il Tour de France 1929.

## Carriera
Si distinse nelle gare belghe e francesi, con cinque vittorie di tappa al Tour de France e il successo finale nel 1929, dopo che era già salito sul podio nelle due edizioni precedenti. Nel suo palmarès figurano anche due edizioni della Vuelta al País Vasco, un Circuit du Midi ed una tappa del Giro del Belgio, oltre a due secondi posti nel 1925 e nel 1929 a conferma della sua propensione per le corse a tappe. Fece comunque bene anche in gare in linea, con diversi i piazzamenti in gare come la Parigi-Bruxelles e la Bordeaux-Parigi, e su tutti spicca il terzo posto al Giro delle Fiandre 1927.

## Palmarès

### Strada
- 1922

Bruxelles-Liegi
Bruxelles-Luxembourg-Monfort
- 1923

Arlon-Oostende
2ª tappa Le Havre-Rouen-Dieppe-Le Havre
Classifica generale Le Havre-Rouen-Dieppe-Le Havre
- 1924

tappa Circuit des villes d'eaux d'Auvergne
Classifica generale Circuit des villes d'eaux d'Auvergne
2ª tappa Ronde van België
tappa Gran Prix Alceida
Classifica generale Grand Prix Alceida
- 1926

Classifica generale Circuit du Midi
Paris-Menin
Les Vosges et l'Alsace
Saint Brieuc-Brest-Sanit Brieuc
- 1927

Paris-Menin
2ª tappa Tour de France (Dieppe > Le Havre)
13ª tappa Tour de France (Perpignano > Marsiglia)
- 1928

8ª tappa Tour de France (Bordeaux > Hendaye)
20ª tappa Tour de France (Charleville > Malo-les-Bains)
2ª tappa Vuelta al País Vasco (Vitoria > Pamplona)
Classifica generale Vuelta al País Vasco
- 1929

4ª tappa Ronde van België
20ª tappa Tour de France (Charleville > Malo-les-Bains)
Classifica generale Tour de France
3ª tappa Vuelta al País Vasco (Pamplona > San Sebastián)
Classifica generale Vuelta al País Vasco
- 1930

Circuit de Belgique
- 1931

4ª tappa Giro del Belgio
Classifica generale Giro del Belgio

### Altri successi
- 1931

Lebbeke (Kermesse)

### Ciclocross
- 1922

Campionati belgi

## Piazzamenti

### Grandi Giri
- Tour de France

1927: 2º
1928: 3º
1929: vincitore
1931: 5º

### Classiche monumento
- Giro delle Fiandre

1924: 8º
1925: 6º
1927: 3º
1930: 4º
- Liegi-Bastogne-Liegi

1924: 6º

### Competizioni mondiali
- Campionati del mondo su strada

Copenaghen 1931 - In linea: 9º